# Scolopendrium rhizophyllum
Scolopendrium rhizophyllum là một loài dương xỉ trong họ Aspleniaceae. Loài này được Endl. mô tả khoa học đầu tiên năm 1840.
Danh pháp khoa học của loài này chưa được làm sáng tỏ. 